# 神戸アクセスきっぷ
神戸アクセスきっぷ（こうべあくせすきっぷ）及び、関空アクセスきっぷ（阪神版）（かんくうあくせすきっぷ はんしんばん）は、南海電気鉄道（南海電鉄、神戸アクセスきっぷのみの発売）、阪神電気鉄道（阪神電鉄、関空アクセスきっぷ（阪神版）のみの発売）が共同で発行していた片道乗車券である。
2023年9月30日をもって発売を終了した（発売済みの乗車券は有効期間終了まで利用可）。

## 概要
関西国際空港（関空）と神戸三宮方面を割安価格で行ける乗車券であり、通年発売。乗車券は磁気券式であり、阪神電鉄、南海電鉄の乗車券が1枚ずつセットになっている。国籍にかかわらず購入できる。
南海電鉄の有料特急（ラピート・サザン指定席）には別途特急料金が必要。阪神電鉄の特急・急行及び、南海電鉄の特急サザンの自由席・急行・空港急行には特急料金（急行料金）はかからない。
発売の背景には関西空港と神戸を結ぶ神戸-関空ベイ・シャトル（ポートライナー（三宮駅-神戸空港駅）とのセット券も同額）やリムジンバスと対抗する狙いがある。

## 切符のルート
神戸アクセスきっぷの場合
- 南海電鉄 関西空港駅→難波駅
- 阪神電鉄 大阪難波駅→阪神電鉄のすべての駅（阪神神戸高速線を除く）

関空アクセスきっぷ（阪神版）の場合
- 阪神電鉄 阪神電鉄のすべての駅（阪神神戸高速線を除く）→大阪難波駅
- 南海電鉄 難波駅→関西空港駅

どちらの切符も、難波駅・大阪難波駅以外での途中下車は無効となる。阪神武庫川線にも乗車可能。阪神神戸高速線（神戸高速鉄道）やそれ以遠へ（から）の乗車は追加運賃が必要。

## 発売箇所
神戸アクセスきっぷ
南海電鉄 関西空港駅
関空アクセスきっぷ（阪神版）
阪神電鉄 大阪梅田駅、尼崎駅、甲子園駅、御影駅、神戸三宮駅
上記以外の駅では発売していない。

## 発売額
神戸アクセスきっぷも、関空アクセスきっぷ（阪神版）も同額である。
- 片道1,150円（発売終了時点の金額）

大人のみの設定。